# Arístides Incháustegui
Arístides Incháustegui Reynoso (* 3. Mai 1938 in Santo Domingo; † 21. November 2017 ebenda) war ein dominikanischer Sänger und Historiker.

## Leben
Incháustegui hatte seinen ersten Musikunterricht bei dem Organisten Rafael Bello Peguero. Er studierte bei José Dolores Cerón und nahm Gesangsunterricht am Conservatorio Nacional bei Dora Martén. 1956 debütierte er im Palacio de Bellas Artes in der Tenorpartie von Gabriel Faurés Requiem.
Wie viele Musiker seiner Generation wurde Incháustegui entscheidend durch den Radiosender La Voz Dominicana gefördert. In der Sendung La Hora del Moro sang er, begleitet von Rafael Solano und seinem Orchester, traditionelle dominikanische Lieder. Anfang der 1960er Jahre trat er in Kanada, Puerto Rico und den USA auf. In New York vervollkommnete er zwischen 1963 und 1970 seine Gesangstechnik bei Giulio Gary, Tina Paggi, Cornelius L. Reid und Eugene Morgan und nahm Unterricht in Bühnenperformance bei Frank Corsaro, Anthony Amato und David Lloyd.
Mit der Aufführung der Oper Il Pagliacci von Ruggiero Leoncavallo gründete er 1974 die Compañía Opera Dominicana, die ihre Spielstätten im Auditórium de Bellas Artes de Santo Domingo und im Politécnico de Santiago hatte. 1976 trat er als Solotenor in Giuseppe Verdis Requiem unter Leitung von Vincent La Selva in Providence/Rhode Island auf. Im gleichen Jahr trat er in New York in Verdis Giovanna d’Arco und in Newport neben Anna Moffo und Robert Merrill in dessen La traviata auf. Im Jahr 1978 trat er in der Carnegie Hall mit einem Repertoire dominikanischer Lieder auf und sang begleitet von der Pianistin Miriam Ariza und dem Geiger Jacinto Gimbernard in der Pariser Maison de L’Amerique Latine (Aufnahme: Recital de Música Dominicana en París). 1980 wurde er der erste Direktor der Cantantes Líricos de Bellas Artes.
Incháusteguis erste Plattenaufnahmen erschienen 1963. Mit Jacinto Gimbernard, Manuel Rueda und Julio Alberto Hernández und den Sängern Geraldo Taveras, Casandra Damirón, Domingo Reynoso und Juan Lockward entstand das Album Antología de la canción dominicana. Unter Leitung von Bienvenido Bustamante López und mit den Sängern Luchy Vicioso und Maridalia Hernández wurde das Album Canciones Dominicanas de Navidad aufgenommen.
Unter dem Titel Conozca nuestra música veröffentlichte Incháustegui zwischen 1973 und 1976 im Listín Diario Artikel über dominikanische Künstler und Musiker. Er verfasste mehrere Werke zur dominikanischen Geschichte und Musikgeschichte, darunter Cronología del Altar de la Patria und Apuntes para la historia del Himno Nacional. 1994 veröffentlichte er im Auftrag des Kultusministeriums ein Album und eine Biographie des Sängers Eduardo Brito. Im Folgejahr erschien seine Autobiographie Por Amor al Arte.